# 坂倉良子
坂倉 良子（さかくら りょうこ、1976年5月9日 - ）は、日本の陸上競技選手。大阪府出身。大阪成蹊女子高等学校を経て、登利平アスリートクラブ所属。2007年、20000メートル競歩における日本歴代3位の記録を達成した。
国士舘大学体育学部卒業。日本における競歩の第一人者として活躍。国際経験も豊富で、2003年パリ世界陸上に日本代表として出場し、20000メートル競歩で25位に入った。2006年のアジア大会では2位に入賞している。